# Igreja Livre da Inglaterra
A Igreja Livre da Inglaterra (ILI) (em inglês:  Free Church of England), também conhecida como Igreja Episcopal Reformada do Reino Unido e Irlanda (em inglês:  Reformed Episcopal Church of the United Kingdom and Ireland), é uma Igreja episcopal com sede na Inglaterra. A Igreja foi fundada quando várias congregações se separaram da estabelecida Igreja da Inglaterra em meados do século XIX.
A base doutrinária da ILI, junto com suas estruturas episcopais, organização, adoração, ministério e ethos são reconhecidamente "anglicanos", embora não sejam membros da Comunhão Anglicana. Seu estilo de adoração segue o do Livro de Oração Comum ou formas conservadoras de linguagem moderna que pertencem à tradição anglicana.
Embora anterior a ele, a ILI é geralmente considerado uma parte do Movimento Anglicano Contínuo.
A Igreja da Inglaterra reconhece a ILI como uma Igreja com Ordens válidas e seus cânones permitem uma série de atividades litúrgicas e ministeriais compartilhadas.

## Organização
A Igreja Livre da Inglaterra é um corpo da Igreja anglicana convencional, adorando na tradição da Igreja Baixa e mantendo os princípios do Livro de Oração Comum e dos Trinta e Nove Artigos. Presbíteros e diáconos usam sobrepeliz, lenço e capuz; os bispos usam roquetes e chimeres, embora uma gama mais ampla de vestimentas litúrgicas esteja em uso.
A Igreja recentemente criou a categoria de "congregações associadas". Estes são grupos preexistentes de cristãos que estão sob a supervisão dos bispos da ILI, mas continuam sua prática litúrgica existente.
Algumas das paróquias têm atividades juvenis de vários tipos. Cada congregação elege guardas e delegados que, juntamente com o clero, constituem o sínodo diocesano e a convocação anual.
A provisão de liturgias em linguagem contemporânea foi aprovada por convocação e um processo de redação e autorização foi iniciado. A Igreja continuou a ordenar bispos na sucessão apostólica, com a participação ocasional de bispos da Morávia, da Igreja da Inglaterra e da Igreja Ortodoxa Síria Malankara.
O bispo presidente é escolhido anualmente por convocação e tem o título de "Bispo Primus". Somente homens batizados são ordenados às Ordens Sagradas como bispos, presbíteros e diáconos, ou admitidos no ofício de ensino público de Leitor. Em 2017, havia 26 clérigos (excluindo aposentados) e cerca de 900 membros da ILI na Inglaterra.
O Conselho Central de Curadores da denominação, The Free Church of England Central Trust, opera como uma instituição de caridade registrada no Reino Unido (No. 271151) e é uma empresa limitada por garantia sem capital social. Ele retém como empréstimos os fundos depositados pelas igrejas para investimento e empresta dinheiro e faz doações para promover os objetos e o trabalho da ILI.

## Dioceses
Existem 18 igrejas na Inglaterra, divididas entre as duas dioceses. O bispo da Diocese do Norte é John Fenwick, enquanto o bispo da Diocese do Sul é Paul Hunt. As 18 igrejas do Reino Unido estão organizadas da seguinte forma:

### Diocese do Norte

#### Bispo
- John Fenwick (2006–presente).

### Diocese do Sul

#### Bispo
- Paul Hunt (2007–presente).

### Diocese da América do Sul
A obra na América do Sul, composta por 25 congregações, foi reconhecida como diocese ultramarina pela Convocação realizada em junho de 2018. As 16 congregações brasileiras estavam registradas como Igreja Anglicana Reformada do Brasil, com os outras 9 localizados na Venezuela. O bispo da diocese era o Revd. Josep Rossello.

#### Brasil:
- Missão Anglicana de Manaus, Amazonas;
- Igreja Anglicana de Bragança Paulista, São Paulo;
- Igreja Anglicana Renovo, Pindamonhangaba, São Paulo;
- Missão Anglicana do Bom Samaritano, Recanto das Emas, Brasília;
- Igreja Anglicana da Santíssima Trindade, São Paulo, São Paulo;
- Missão Anglicana Renovo, São José dos Campos, São Paulo;
- Igreja Anglicana da Restauração, Ceilândia, Brasília;
- Comunidade Anglicana Reformada de Salvador, Bahia.

Em 5 de maio de 2021, a Diocese sul-americana retirou-se da ILI, citando uma 'perda total de confiança na liderança da ILI' e 'abusos de poder cometidos pelo bispo John Fenwick'.

### Igrejas no exterior
A partir do século XIX, congregações da Igreja Livre da Inglaterra foram plantadas em outras partes do mundo, embora a maioria delas não tenha sobrevivido. Atualmente, existem congregações na Rússia (sob a supervisão de Paul Hunt, Bispo da Diocese do Sul) e na França (onde existe um comissário do Bispo Primus).

#### Rússia
- Cristo Salvador, São Petersburgo. Ministro: Rev. Sergei Makov.

#### França
- St Martin, Moussac & Montmorrillon, sob a supervisão do Rev. Robert Leone, Comissário do Bispo Primus.